# 花舜夫人
花舜夫人（かしゅんふじん、生年不詳 -永禄2年11月18日（1559年12月16日））は、戦国時代の女性。
島津忠良の四女。母は上木貞時の娘・桑御前。島津義久の正室。子は島津御平（島津義虎室）。異母兄姉は島津貴久、島津忠将、島津御南（肝付兼続室）、島津御隅（樺山善久室）、島津にし（種子島時堯室、後に肝付兼盛室）。同母兄は島津尚久。
本名は不明。島津家15代当主の島津貴久の長男・島津義久に嫁ぐ。義久とは甥と叔母の関係である。天文20年（1549年）、長女・島津御平を生む。永禄2年（1559年）、死去。戒名「花舜妙香」。